# Marcin Herbst

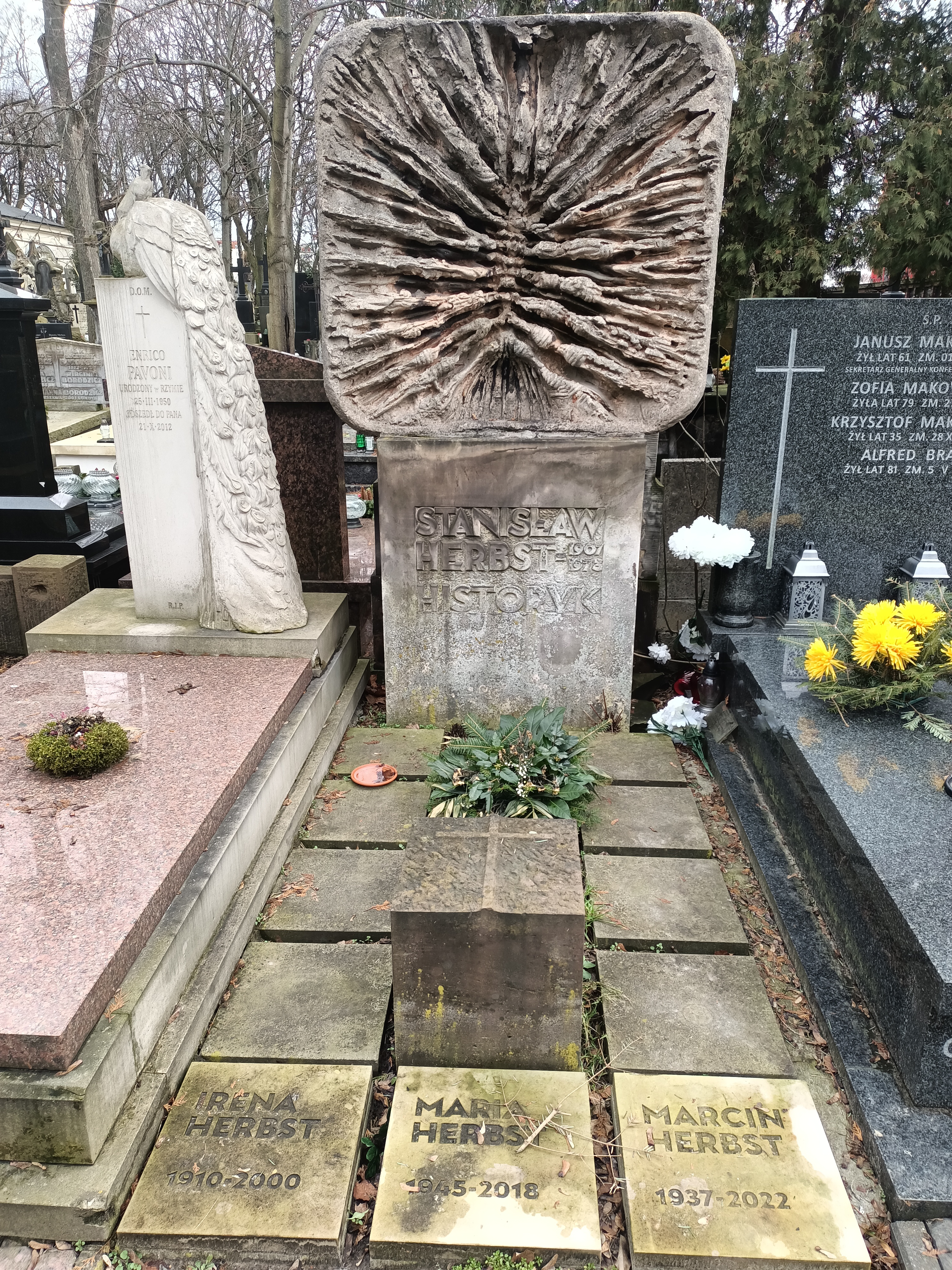
Grób Stanisława i Marcina Herbstów na Cmentarzu Powązkowskim

Marcin Herbst (ur. 7 listopada 1937 w Warszawie, zm. 4 stycznia 2022) – polski koszykarz, zawodnik Polonii Warszawa, mistrz i reprezentant Polski, z zawodu hydrolog.

## Życiorys
Był synem Stanisława Herbsta.
Ukończył Liceum Ogólnokształcące Towarzystwa Przyjaciół Dzieci nr 1 im. Bolesława Limanowskiego w Warszawie oraz studia na Wydziale Inżynierii Sanitarnej i Wodnej Politechniki Warszawskiej.
Karierę koszykarską rozpoczął w Sparcie Warszawa, od 1958 reprezentował barwy Polonii Warszawa, z którą sięgnął po mistrzostwo Polski w 1959 i wicemistrzostwo Polski w 1960. W 1961 wystąpił 7 razy w reprezentacji Polski seniorów. Po zakończeniu kariery sportowej był także kierownikiem kobiecej drużyny koszykarskiej w Polonii Warszawa, a także członkiem rady nadzorczej KKS Polonia Warszawa sp. z o.o..
Z zawodu był hydrologiem, pracował w Instytucie Meteorologii i Gospodarki Wodnej i równocześnie od 1967 do 1973 i krótko od 1980 jako nauczyciel w Technikum Gospodarki Wodnej w Dębem. W latach 1973–1980 przebywał na kontraktach w Nigerii, w departamencie dróg wodnych śródlądowych ministerstwa transportu i ministerstwa zasobów wodnych. Był m.in. zastępcą dyrektora IMGW, dyrektorem Krajowego Centrum Edukacji Ekologicznej i koordynatorem warszawskiego Ośrodka Konsultacji i Dialogu Społecznego.